# غوران فوك
غوران فوك (بالسلوفينية: Goran Vuk)‏ (11 أكتوبر 1987 بيايتسي في البوسنة والهرسك - ) هو لاعب كرة قدم سلوفيني في مركز الهجوم. لعب مع نادي دومجاله وNK Kamnik ‏ وNK Dob ‏ وNK Radomlje ‏.

## وصلات خارجية
- غوران فوك على موقع قاعدة بيانات كرة القدم.إي يو (الإنجليزية)